# Фоски, Пьер Франческо
Пьер Франческо ди Якопо Фоски (итал. Pier Francesco di Jacopo Foschi; 2 ноября 1502, Флоренция — 15 сентября 1567, Флоренция) — итальянский живописец, художник-маньерист флорентийской школы.

## Биография
О жизни и творчестве этого художника известно немного. Он был сыном живописца Якопо ди Доменико Фоски, известного как Якопо ди Сандро (1463—1530). Долгое время, вероятно, до самой смерти, он сотрудничал с Андреа дель Сарто, своим учителем.
Фоски выполнил множество копий произведений Андреа дель Сарто. Одной из его первых картин, представленных публике, стал алтарный образ, который изначально находился в церкви Санта-Тринита; ныне в церкви Сан-Барнаба. В 1536 году Пьер Франческо помогал Якопо Понтормо в 1536 году писать фрески на вилле Медичи в Кареджи.
Пьер Франческо между 1537 и 1546 годами работал для флорентийской церкви Санто-Спирито, в частности, в 1537 году написал «Воскресение» для капеллы Беттони, затем в 1545 году — «Преображение» для капеллы Блини и в 1544—1546 годах — «Спор о Непорочном зачатии» для Луки Торриджани.
Фоски наиболее известен портретами, написанными между 1530 и 1540 годами, включая «Портрет дамы» (Музей Тиссена-Борнемисы, Мадрид), «Портрет молодого человека, плетущего венок из цветов» (Музей изящных искусств штата Юта) и «Портрет мужчины» (Галерея Уффици, Флоренция). Во многих произведениях этого художника, в особенности в портретах, заметно влияние Бронзино и присутствие типично маньеристской S-образной (змеевидной) линии.
Среди его учеников были Алессандро Фей и Мазо да Сан-Фриано.

## Галерея
- Мадонна с младенцами Иисусом и Иоанном Крестителем. Местонахождение неизвестно
- Воскресение. 1537. Церковь  Санто-Спирито, Флоренция
- Юноша с гвоздикой. Дерево, масло. Частное собрание
- Джованни Сальвиати. 1540-е. Дерево, масло. Государственный музей изобразительных искусств имени А. С. Пушкина, Москва
- Мужской портрет (Пьетро Строцци).
- Портрет дамы в образе Святой Екатерины. Ок. 1560. Музей искусств, Кливленд, США
- Портрет женщины. Между 1530 и 1535. Музей Тиссен-Борнемисы, Мадрид